# Kommissarin Heller: Schattenriss
Schattenriss ist ein deutscher Fernsehfilm von Christiane Balthasar aus dem Jahr 2015. Es handelt sich um den 4. Filmbeitrag der Kriminalfilmreihe Kommissarin Heller.

## Handlung
Winnie Heller will ungestört Geld von ihrer Bank abheben, als sie ungewollt in einen Banküberfall gerät und mit einigen Bankangestellten und Kunden als Geisel in einen Lieferwagen verschleppt und in einer alten, verlassenen Lackfabrik gefangen gehalten wird. Heller war zum Zeitpunkt des Überfalls über ihr Handy in Kontakt mit ihrem Partner Verhoeven, der somit live mitbekommen hat, in welcher Lage sie sich befindet, ohne jedoch zu wissen, um welche Bankfiliale es sich handelt. Die Entführung mehrerer Menschen war nicht geplant, die Gangster suchten ursprünglich nach einer Person, die sie unter dem Namen Malina zu finden versuchten und von der sie annehmen, dass es sich um den Filialleiter, Herrn Lieson, handelt.
Nachdem einer der Gangster überhastet eine die Bank betretende Kundin erschießt und sie Malina nicht ausfindig machen konnten, entschließen sie sich, einige Geiseln zu nehmen, darunter Heller, und zu flüchten. In der Lackfabrik angekommen, beraten die Geiselnehmer das weitere Vorgehen: Sie fordern Lösegeld, welches vom Filialleiter Lieson persönlich überbracht werden soll, damit sie seiner habhaft werden können. Heller, in ihrer Tätigkeit als Polizistin von den anderen Geiseln wie auch den Geiselnehmern unerkannt, versucht, die Lage zu sondieren und herauszufinden, was die Geiselnehmer wollen, und macht sich unauffällig ein genaueres Bild ihres Gefängnisses. Nachdem eine der Geiseln grundlos erschossen wurde, steigt die Angst der restlichen Gefangenen. Einer von ihnen verrät Heller an die Geiselnehmer, indem er ihnen ihren Dienstausweis, welchen diese im Gefängnis versteckt hatte, überreicht.
Schlussendlich bemerken die Entführer, dass nicht Lieson Malina ist, sondern der Kioskbesitzer Quentin Jahn, eine der Geiseln. Es stellt sich heraus, dass die Entführer Malina der Vergewaltigung beschuldigen, der Vergewaltigung an Maik Voigts Mutter Ylva 30 Jahre zuvor. Diese erinnerte sich nur an den Namen Malina, was auf den Geburtsort von Jahn hinweist: Gorna Malina in Bulgarien. Heller kann unterdessen einen der Entführer überwältigen und sich seiner Waffe bemächtigen und folgt nun Maik Voigt, der Quentin Jahn in seiner Gewalt hat, zu einem zuvor ausgehobenen Grab in den umliegenden Wald. Nachdem Voigt sich Jahn als dessen Sohn offenbarte, erschießt er ihn, als dieser ihn mit einer Schaufel niederstrecken will.
Kurz zuvor sind Verhoeven und ein SEK an der Lackfabrik eingetroffen und haben die übrigen Geiseln befreit. Heller fragt Verhoeven nach ihrer Rettung als Erstes, ob dieser ihre Fische gefüttert habe, was Verhoeven bejaht.

## Produktionsnotizen
Schattenriss wurde am 21. November 2015 um 20:15 Uhr im ZDF erstausgestrahlt.

## Kritik
Die Kritiker der Fernsehzeitschrift TV Spielfilm vergaben die bestmögliche Wertung (Daumen nach oben) und befanden: „Solide Krimiware, klasse gespielt und fesselnd“.